# Kim Duchateau
Kim Duchateau (Sint-Truiden, 1968) is een Vlaams striptekenaar, cartoonist, illustrator, animatiefilmtekenaar, muzikant en schrijver.
Zijn bekendste figuren zijn Aldegonne en Esther Verkest.

## Carrière
Kim Duchateau studeerde animatiefilm op de KASK in Gent van 1989 tot 1993. Kim Duchateau is een productieve en inventieve striptekenaar, cartoonist en illustrator. Hij hoort net als Nix en Jeroom thuis in Kamagurka's stripschool.
Hij tekent en tekende cartoons voor onder andere De Morgen, De Standaard, Knack, De Zondag en P-Magazine, Ook verschijnt zijn werk in het buitenland: L'echo des Savanes, Playboy, Fluide Glacial, NRC Handelsblad, Stripglossy en Zone 5300. Tegenwoordig tekent hij cartoons voor VRT NWS, dS Avond, Apache en Bruzz. Zijn strip Esther wordt gepubliceerd in Eppo, Playboy (Nederland en Duitsland) en Woef. Aldegonne verschijnt ook nog steeds in Stripgids.
In zijn actuele cartoons vertrekt Duchateau van een concreet gegeven uit de actualiteit, maar probeert dat te overstijgen om naderhand niet gedateerd over te komen. Kim zelf getuigt ervan met de woorden: "Mijn universum is absurd, maar het zit wel volstrekt logisch in mekaar".
Als winnaar van de Bronzen Adhemar in 2007 kreeg de stripauteur een grote retrospectieve in de Warande te Turnhout door hemzelf eigenzinnig vormgegeven. Duchateau toont er ruimtelijke impressies uit zijn stripwereld zoals de bloopermachine (die alles doet mis gaan), de slaapkamer van Aldegonne en een inspirerende hoek met het personage Esther Verkest.
In mei 2011 krijgt hij een expo in het Brusselse stripmuseum ter gelegenheid van de tiende verjaardag van zijn heldin Esther Verkest. Een maand later wordt hij samen met o.a. Ever Meulen, Conz en Marec mee uitgenodigd zijn schilderijen tentoon te stellen op de expo "Een dagje aan zee" in Cultuurcentrum te Bredene onder curatorschap van Herr Seele.
In 2016 maakte hij met Hanco Kolk de graphic novel "De man van nu".
In 2017 maakt hij een hommage-album ter ere van Nero en Marc Sleen, getiteld "De zeven vloeken".
Kim is de zoon van de Sint-Truidense plastisch kunstenaar Hugo Duchateau.
Kims bekendste stripfiguur Esther Verkest had een cameo in het Kiekeboealbum Bij Fanny op schoot (2005).
In 2021 krijgt Antwerpen een stripmuur van zijn hand, op de Minderbroedersrui.

### Muziek
Naast tekenaar speelt hij in verschillende groepen zoals Phlitman & Kang, The lama home band, Blutch, Isthmus in Irk, Schoofsduchateautrio en zijn eenmansband Kim Kangaroo of Kim Kangman. Na het onafhankelijk uitbrengen van een paar singles (o.a. Les Chiens comiques met neef Dirk Swartenbroekx, beter bekend als Buscemi) en cdr's verscheen begin 2011 de vinyl-LP "Velvet Coma hotel" van Phlitman and Kang op 250 exemplaren met artwork van Sarah Yu Zeebroek. In 2012 de 10" "Candy queen speedway" en in 2014 de plaat "Monsters" met 220 verschillende unieke geschilderde hoezen, waarop ze beroep deden op andere tekenaars zoals o.a. Sarah Yu Zeebroek en Kloot per W.

## Werk
Publiceert o.a. in de Morgen, Bruzz, dS Avond, De Zondag, VRTNWS, Apache, P-Magazine, Knack, Humo, Belang van Limburg, Fluide Glacial, Zone 5300, Eppo, Eulenspiegel en Stripgids. 
- 2000 - 2014 dagelijkse cartoon in De Morgen , vanaf 2023 weer een wekelijkse cartoon.
- Stripreeks Esther Verkest (P-magazine, Playboy NL & Germ, Eppo en Fluide Glacial) (17 albums van 2000 tot 2023, de laatste heette Roekeloos rood))
- Aldegonne in Stripgids en Zone 5300 (2 albums, Aldegonne 1 & Immer stralend)
- Illustraties in Knack
- Wekelijks strookje op de kinderpagina van de NRC
- Strips in Fluide Glacial en L'echo des Savanes.
- Madelfried de Onverschrikkelijke in Belang van Limburg (2 albums, Madelfried 1 & 2)
- Samensteller en Illustraties bij sprookje voor volwassenen Er was geenszins (teksten van onder 18 anderen Urbanus, Kees van Kooten en Kamagurka)
- Mini-strip "Antisol" (Oogachtend 2007)
- Cartoon-albums "Uitzonderlijk zwaar vervoer" (2001), "De vlucht van de kloothommel" (2002), "Bwurp!" (2005), "Alles komt los" (2012) en "Tinderstruck" (2019).
- Theatertournee "Jan en Kim" met Jan de Smet (de nieuwe snaar) 2008-20??
- Grafische bewerking van David Lynch's "Eraserhead" in Humo.
- Wekelijkse actuele cartoons voor VRTNWS, dS Avond, Bruzz, Apache.be en De Zondag.
- Graphic novel "De man van nu" met Hanco Kolk (2016)
- Stripparodieën in StripGlossy.
- Strip "De Onderbuik" voor Knack.be
- Wekelijkse beeldcolumn in BRUZZ.
- Nero & c°: "De zeven vloeken" (Matsuoka) (2017)
- Madelfried 1 (Oogachtend) (2018)
- Madelfried 2 (Oogachtend) (2019)
- Esther et ses amis (Fluide Glacial) (2019)
- Tinderstruck (Matsuoka) (2019)
- Kimkalender (Matsuoka) (2021)
- Stripmuur in Antwerpen, Minderbroedersrui (2021)
- Duchateau & Duchateau met Hugo Duchateau (Oogachtend, 2021)

## Onderscheidingen
- 2006 Stripschappening in de categorie "Avontuur en Vermaak" voor het derde deel uit de reeks Esther Verkest
- 2007 Bronzen Adhemar
- 2018 Ereburger van de stad Sint-Truiden.
- 2020 Tweede Prijs Press Cartoon Belgium Knokke-Heist
- 2021 Stripschappenning in de categorie "Jeugdalbum" voor Suske & Wiske Junior nr.1
- 2023 Derde Prijs Press Cartoon Belgium Knokke-Heist